# Glasnik Srca Isusova i Marijina (Zagreb)

Glasnik Srca Isusova i Marijina (GSIM) je hrvatski katolički mjesečnik iz Zagreba. Izdaje ga Hrvatska pokrajina Družbe Isusove od 1892. 
Trenutni glavni urednik Glasnika je pater Petar Nodilo. Uredničko vijeće čine Božica Bartovčak, Alan Hržica, Ksenija Jurinec, pater Ivan Mandurić, pater Ivan Matić i pater Zvonko Vlah. Za časopisu, među ostalima, pišu i pater Mijo Nikić, pater Tonči Trstenjak, Mate Mijić, Nikolina Nakić, Božidar Prosenjak i ini.
List posebice širi pobožnost prema Presvetomu Srcu Isusovu i Bezgrješnomu Srcu Marijinu. 
Zbog komunističke represije list nije izlazio od 1946. do 1962.
Glavni urednici
- Josip Celinščak (1894. – 1901.),
- Kamilo Zabeo (1901. – 1912.),
- Stjepan Babunović (1912. – 1919.),
- Josip Vrbanek (1919. – 1921.; 1922. – 1926.),
- Ante Alfirević (1922.),
- Milan Pavelić (1926. – 1930.; 1937. – 1938.),
- Filip Mašić (1930. – 1933., 1938. – 1941.),
- Andrija Glavaš (1933. – 1937.),
- Ivan Nikolić (1941. – 1944.),
- S. Dragičević (1945.),
- Franjo Šipušić (1966. – 1973.),
- Miro Jurić (1973. – 1983.),
- Valentin Miklobušec (1983. – 1997.),
- Vatroslav Halambek (1997. – 2000.),
- Franjo Pšeničnjak (2000. – 2009.),
- Mirko Nikolić (2009. – 2016.).